# Omar Blanco
Omar Blanco (* 17. Juli 1975 in Guadalajara, Jalisco) ist ein ehemaliger mexikanischer Fußballspieler auf der Position des Verteidigers.

## Leben

### Verein
Blanco begann seine Profikarriere in der Saison 1995/96 bei seinem Heimatverein Atlas Guadalajara. Am Saisonende wechselte er zum Deportivo Toluca FC, mit dem er in den folgenden sechs Jahren drei Meistertitel gewann. Anschließend spielte er noch je einmal bei seinen Exvereinen: von 2002 bis 2004 bei Atlas und in seiner letzten Saison 2004/05 bei Toluca.

### Nationalmannschaft
Sein Debüt im Dress der mexikanischen Nationalmannschaft gab Blanco am 20. September 2000 beim 2:0-Sieg gegen Ecuador. Sein letzter Länderspieleinsatz fand am 7. März 2001 in einem torreichen Spiel gegen Brasilien (3:3) statt.

## Erfolge
- Mexikanischer Meister: Verano 1998, Verano 1999, Verano 2000